# Jordan Monaghan
Pour les articles homonymes, voir Jordan et Monaghan.
 (avril 2025).
Motif : Sources attestant de la notoriété ?
- Archive Wikiwix
- Bing
- Cairn
- DuckDuckGo
- E. Universalis
- Gallica
- Google
- G. Books
- G. News
- G. Scholar
- Persée
- Qwant
- (zh) Baidu
- (ru) Yandex
- (wd) trouver des œuvres sur Wikidata

| 1. | Préciser le motif de la pose du bandeau. | Précisez le motif de la pose du bandeau en utilisant la syntaxe suivante : {{admissibilité à vérifier\|date=mai 2025\|motif=remplacez ce texte par le motif}}                        |
| 2. | Informer les utilisateurs concernés.     | Pensez à avertir le créateur de l'article, par exemple, en insérant le code ci-dessous sur sa page de discussion : {{subst:avertissement admissibilité à vérifier\|Jordan Monaghan}} |

Jordan Monaghan est une actrice américaine.

## Filmographie

### Comme actrice
- 2010 : La Vie secrète d'une ado ordinaire The Secret Life of the American Teenager (série télévisée) : Maria Mancini (3 épisodes)
- 2010 : Conviction  : Gum Chewing Girl
- 2009-2011 : True Jackson, VP (série télévisée) : Kelsey (15 épisodes)
- 2013 : True Blood: Jessica's Blog (série télévisée) : Danika Bellefleur
- 2013 : True Blood (série télévisée) : 18 Year Old Faerie Girl #3 (2 épisodes)
- 2013 : Cavemen : Myrtle
- 2015 : Dirty Beautiful : Kat
- 2015 : Reign : Le Destin d'une reine (série télévisée) : Lady Constance
- 2015 : I Remember You : Ilse
- 2016 : Number 33 (court métrage) : Bill
- 2016 : Casual Encounters : Pamela
- 2016 : The Picture (série télévisée) : Angie Evans
- 2017 : Adrenochrome : Bonnie
- 2017 : La Sirena de Rosita Lama Muvdi (court métrage) : Mia
- 2017 : Cyanide Love (court métrage) : Marilyn
- 2018 : After Everything : Hope
- 2018 : Instinct (court métrage) : Camila
- 2018 : How to Train Your Husband or (How to Pick Your Second Husband First) : Hudson
- 2018 : The Wanting Mare : Moira

### Comme productrice
- 2015 : Dirty Beautiful